# Zerwa kłosowa
Zerwa kłosowa (Phyteuma spicatum L.) – gatunek rośliny należący do rodziny dzwonkowatych. Rośnie na terenach nizinnych głównie w lasach liściastych, a w górach często także w mieszanych i iglastych oraz na łąkach i w traworoślach. Występuje w Europie z wyjątkiem części południowej i wschodniej oraz północnych krańców kontynentu. W Polsce jest dość rozpowszechniony na przeważającej części kraju. Przynajmniej w niektórych krajach Europy Zachodniej wyraźnie traci stanowiska. Bywa uprawiany w ogrodach jako roślina rabatowa, często w takim przypadku w formie o kwiatach niebieskich. Grube korzenie są jadalne.

## Rozmieszczenie geograficzne
Gatunek występuje tylko w Europie. Na północy sięga południowej Norwegii oraz Estonii. Zasięg obejmuje niemal całą Europę środkową i atlantycką po północną Hiszpanię na południu, środkowe Włochy, Słowenię, Serbię, Rumunię, zachodnią Ukrainę, na wschodzie sięgając Białorusi i zachodniej Rosji. Na Wyspach Brytyjskich zerwa ta rośnie dziko tylko w południowo-wschodniej Anglii. 
Gatunek jest wymieniany jako zawleczony w północnej Norwegii, gdzie introdukowany został najprawdopodobniej z paszą dla koni dla jednostek niemieckich podczas II wojny światowej. Poza tym trafił do Szwecji jeszcze przed końcem XIX wieku, jednak i tutaj nie jest określany mianem inwazyjnego. Pojedyncze stanowiska antropogeniczne stwierdzane były także w różnych częściach Wielkiej Brytanii, w południowej Finlandii oraz w Danii.
W Polsce gatunek jest rozpowszechniony w górach (jednak tylko do regla dolnego, powyżej rośnie sporadycznie), na wyżynach oraz na Pojezierzu Zachodnio- i Południowopomorskim. Poza tym na nizinach dość rzadki, zwłaszcza w obrębie Kotliny Sandomierskiej, Niziny Północnomazowieckiej i Północnopodlaskiej.

## Morfologia

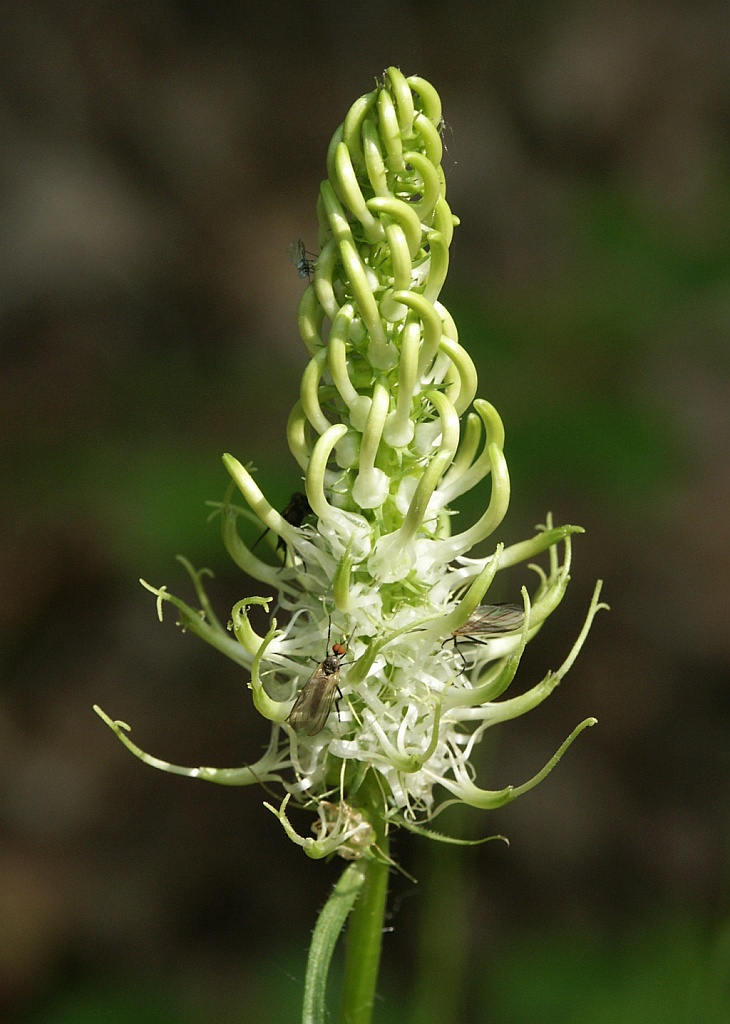
Kwiatostan

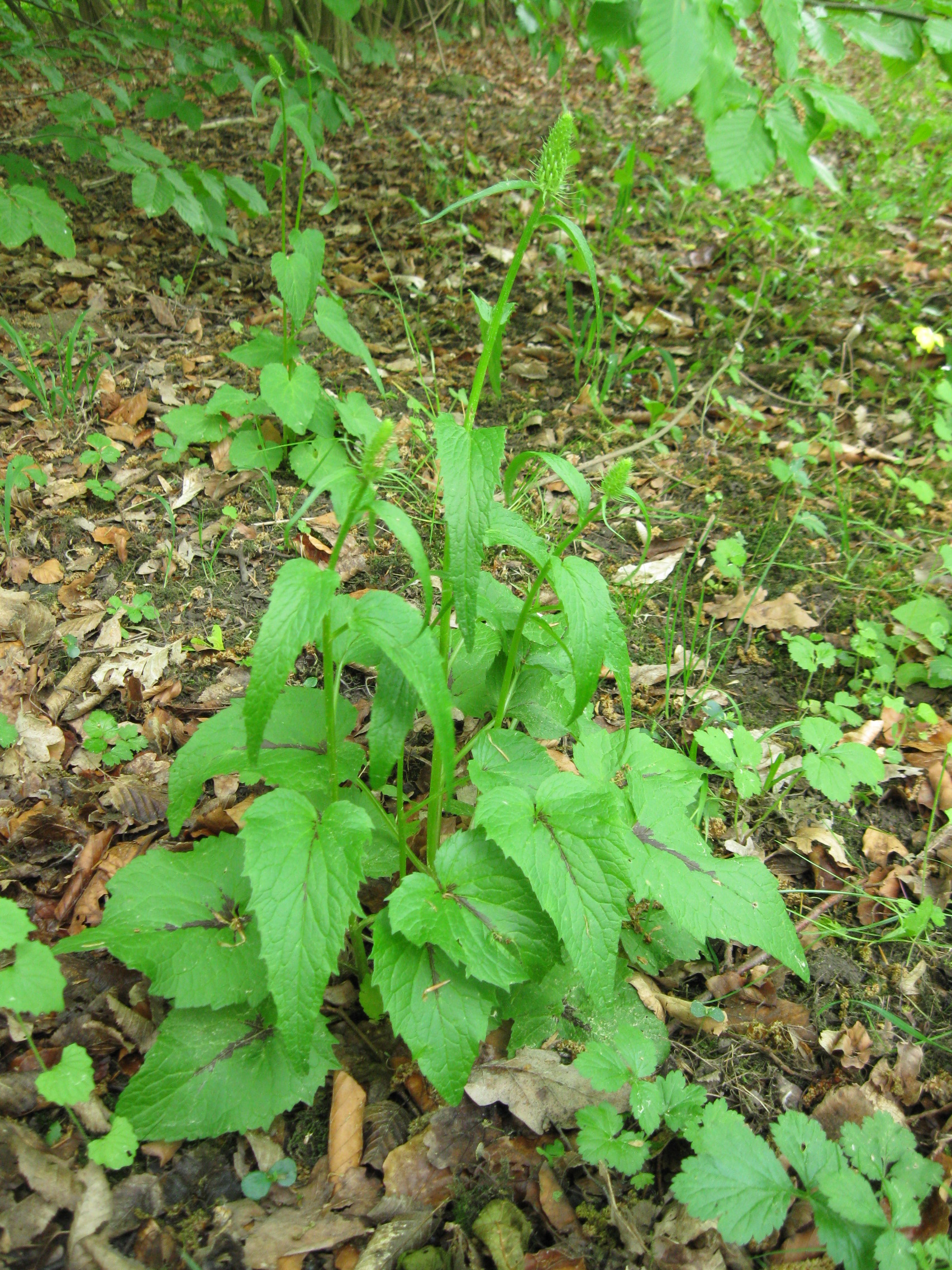
Pokrój rośliny przed kwitnieniem

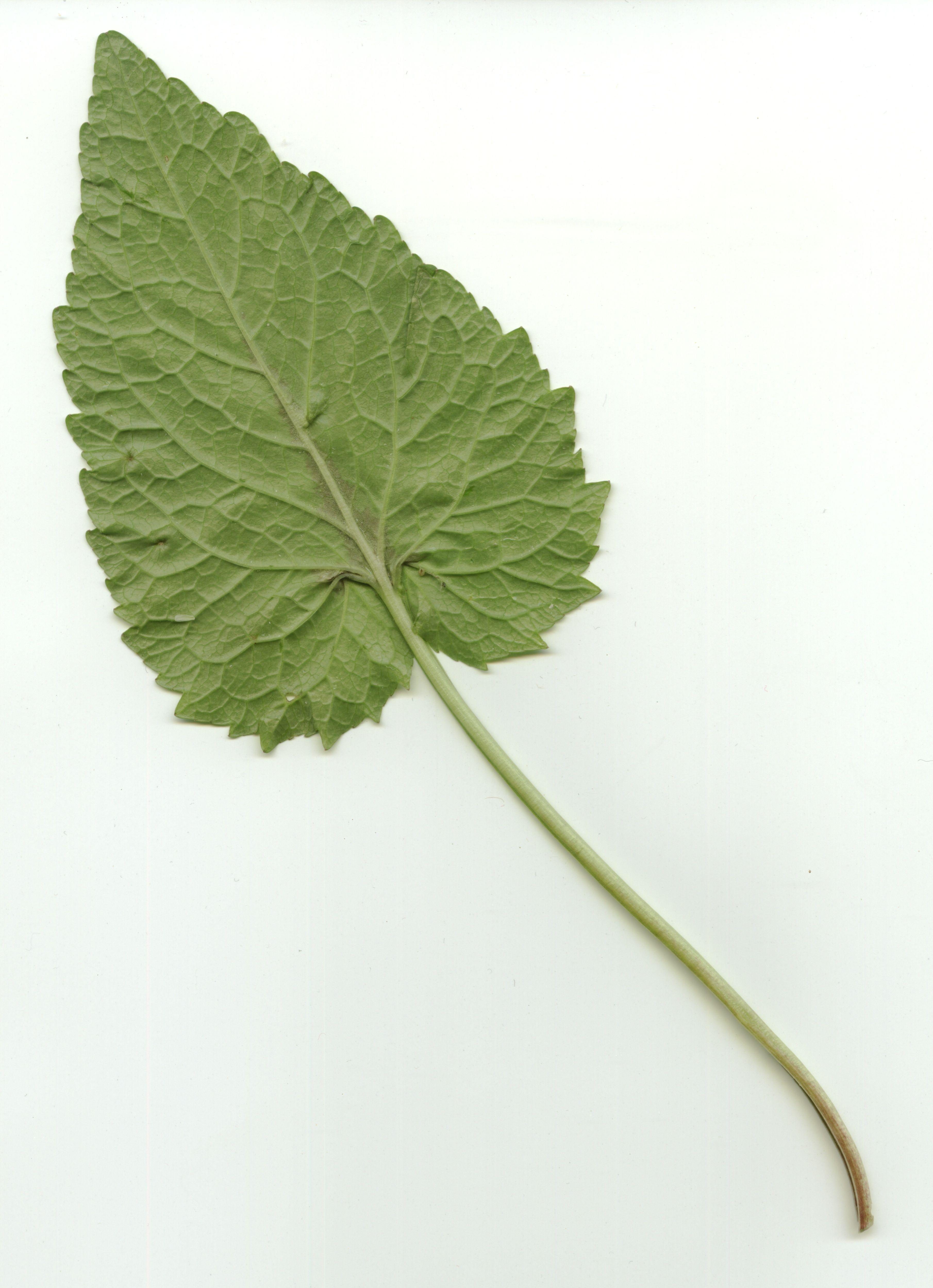
Liść dolny

Pokrój i organy podziemneRoślina zielna z nadziemnymi pędami wyrastającymi corocznie z kątów łuskowatych liści na szczycie zgrubiałego korzenia. Korzeń ten rośnie pionowo, tylko przy samej powierzchni czasem poziomo. Ma często kształt nieregularny. Od zewnątrz jest zielony lub zaczerwieniony, z wiekiem ciemnieje i staje się brązowy. Z jednej szyi korzeniowej rozwinąć się może do kilku pędów nadziemnych o wysokości od 20 do 90 cm, rzadko do 110 cm. Pędy są nagie, rzadko nieliczne włoski obecne są na krawędzi ogonków liściowych.
ŁodygaProsto wzniesiona, pusta, delikatnie żeberkowana, zwłaszcza w górze z wąskimi listewkami.
LiściePojedyncze, zróżnicowane w zależności od miejsca wyrastania (heterofilia). Najniższe liście w liczbie od 2 do 6 tworzą trwałą (do czasu kwitnienia), przyziemną rozetę. Ich blaszka liściowa osadzona jest na długim 4–15 cm ogonku. Ma kształt jajowato-sercowaty i osiąga szerokość 2,5–4 cm i długość 5–8 cm. Na brzegu jest pojedynczo lub podwójnie karbowano-piłkowana. Liście łodygowe w liczbie zazwyczaj od 4 do 10, wyrastają skrętoległe. Dolne są podobne do tych z przyziemnej rozety. U wyższych liści ich nasada staje się zaokrąglona i zbiegająca, a ogonek krótszy. Blaszka liściowa im wyżej tym jest coraz węższa i mniejsza. W końcu najwyższe liście są drobne, lancetowate i siedzące.
KwiatyZebrane w liczbie od 30 do około 100 w szczytowy, gęsty kwiatostan kłosowaty, o wysokości od 5 do 10 cm. Na początku kwitnienia kwiatostan jest niemal kulisty, z czasem się wydłuża, staje się wąskojajowaty i w końcu walcowaty. U podstawy kwiatostanu wyrastają wąskolancetowate liście okrywy. Kwiaty siedzące wsparte są równowąskimi przysadkami. Kielich składa się z 5 działek, a korona z 5 płatków połączonych u nasady w nieco zgiętą rurkę kwiatową. U formy typowej płatki są białe, jasnożółte do kremowych, z zielonkawymi końcami. Po rozpostarciu wstęgowate płatki mają do 10–15 mm długości. Pręcików jest 5, wolnych, ale przytulonych do szyjki słupka. Słupek pojedynczy, z zalążnią 2–3 komorową i odpowiednio zakończony 2 lub 3 łatkami znamienia. W każdej komorze znajduje się wiele zalążków (od 32 do 73). Nektar wydzielany jest przez miodnik występujący w postaci zielonego dysku na dnie rurki kwiatowej.
OwoceJajowate torebki o długości ok. 5 mm z nielicznymi nasionami (średnio 17), zebrane w walcowaty „owocostan” (powstaje w nim w sumie od 525 do 1750 nasion). Torebki otwierają się po dojrzeniu dwoma lub trzema bocznymi pęknięciami, po czym wysypują się z nich owalne, gładkie i spłaszczone nasiona o długości 1 mm i szerokości 0,6 mm, barwy brązowej.

## Biologia

### Rozwój
Długowieczna bylina, hemikryptofit. Liście w przyziemnej różyczce pojawiają się w marcu, a niedługo później, w kwietniu rozwija się pęd kwiatonośny. Kwitnienie trwa od maja do lipca, po czym owoce dojrzewają od końca czerwca do lipca. Nasiona rozsiewane są w sierpniu. Pędy nadziemne zamierają we wrześniu. Kiełkowanie epigeiczne rozpoczyna się w okresie zimowym i wczesną wiosną roku kolejnego. Część nasion kiełkuje w latach kolejnych. Podczas rozwoju młodej rośliny już na etapie kiełkowania korzeń pierwotny mięśnieje i przyrasta na grubość. Liścienie rozwijają się w kilka dni po korzeniu pierwotnym. Są eliptyczne, ogonkowe i nagie, osiągają 2 mm długości i 1,2 mm szerokości. W kolejnych latach rozwijające się pędy nadziemne pozostawiają na korzeniu ślad w postaci blizny. Im starsza roślina tym z reguły rozwija więcej pędów nadziemnych z szyi korzeniowej. Rośliny tego gatunku zakwitają po raz pierwszy zwykle w trzecim, czasem w drugim lub czwartym roku życia.
W przypadku długotrwale utrzymujących się niekorzystnych warunków środowiska (upały, susza), pędy nadziemne zamierają, jednak roślina odrasta wypuszczając ponownie pędy z szyi korzeniowej w kolejnym roku. 
Kwitnienie i zapylanieObupłciowe kwiaty rozwijają się sukcesywnie od dołu ku szczytowi kwiatostanu. W wyniku samozapylenia powstaje znikoma liczba nasion. Podczas rozwijania się kwiatu pylniki znajdują się ponad wydłużającą się szyjką słupka i pyłek z nich opada na jego szczyt. W tym czasie jednak znamiona nie są rozwinięte i nie dochodzi do samozapylenia (kwiaty są przedprątne). Płatki korony zaczynają się rozdzielać od nasady i pozostają połączone u szczytu do czasu, aż nie rozerwie ich rozwijający się słupek, powodując także wówczas wysypanie się pozostałego pyłku z pylników. Pyłek, którym obsypane są włoski na szyjce słupka, jest w tym czasie zbierany przez owady (ta faza rozwoju kwiatu nazywana jest męską). Owady wabione są przez miodniki znajdujące się na dnie kwiatowym (poza tym także przez barwny okwiat i waniliowy zapach). Dopiero po kilku kolejnych dniach znamiona na szczycie słupka rozpościerają się i stają się gotowe na przyjęcie pyłku z innych roślin zaczynając fazę żeńską rozwoju kwiatu.
RozsiewanieTorebka zawiera dwa, sukcesywnie powiększające się pory, dzięki czemu nasiona wysypywane są stopniowo przy odpowiednich warunkach wietrznych (minimum 6 m s−1). Na rozsiewanie wpływ mają ruchy kserochastyczne – pory otwierają się przy suchej pogodzie i zamykają przy dużej wilgotności. Nasiona opadają w pobliżu roślin macierzystych, osiągając największe zagęszczenie w odległości poniżej 1 m, maksymalne osiągają odległość 7 m od rośliny macierzystej.

### Genetyka
Liczba chromosomów 2n=22. W merystemie korzeniowym obserwowano pojawianie się komórek ze zdublowanym garniturem chromosomów, poza tym stwierdzano u tego gatunku do 4 lub 2 chromosomów B.

## Ekologia

### Siedlisko
Zerwa kłosowa występuje w lasach liściastych (głównie w buczynach i w grądach), na ich obrzeżach i w zaroślach na siedliskach świeżych i wilgotnych, często na stokach o nachyleniu do 40 stopni. W górach rośnie także borach mieszanych jodłowo-świerkowych i w dolnoreglowych świerczynach. Przywiązana jest do starych lasów i jest ich gatunkiem wskaźnikowym. Poza tym rośnie na łąkach (w górach na łąkach konietlicowych spotykana jest coraz częściej wraz ze wzrostem wysokości nad poziomem morza). Zasiedla także miejsca otwarte, silnie nasłonecznione, na południowych stokach. Opisywana jako gatunek niewrażliwy na warunki świetlne, rozwija się i zakwita zarówno w cienistych lasach, jak i w pełnym słońcu. Rośnie na glebach o różnym pochodzeniu i o różnym odczynie. Spotykana jest zarówno na glebach bardzo żyznych, jak i ubogich, choć najczęściej jednak na głębokich i zasobnych. Na glebach bardziej kwaśnych korzeń pierwotny rośnie bardziej poziomo, na obojętnych – pionowo. Unika miejsc bardzo wilgotnych i bardzo suchych. W przypadku trwałego zwiększenia wilgotności lub podtopienia – roślina zamiera po paru tygodniach. Nie ustalono, jaki jest próg wrażliwości gatunku na mróz, w każdym razie rośnie bez problemów na subalpejskich łąkach. W Karpatach i Sudetach zerwa spotykana jest do piętra alpejskiego. W Tatrach osiąga wysokość 2019 m n.p.m., w Bieszczadach 1348 m n.p.m. W Alpach sięga do wysokości 2110 m n.p.m., a w Pirenejach 2400 m n.p.m.

### Fitosocjologia
W Polsce gatunek charakterystyczny dla klasy (Cl.) Betulo-Adenostyletea, zespołu (Ass.) Calamagrostietum villosae oraz rzędu (O.) Fagetalia. Dla tego ostatniego rzędu uznawany za gatunek charakterystyczny w Europie Środkowej, poza tym dla związków Polygono-Trisetion, Adenostylion i Trifolion medii.

### Oddziaływania międzygatunkowe
W różnych badaniach stwierdzano w różnym stopniu występującą mikoryzę u zerwy kłosowej. Organy podziemne są chętnie zjadane przez wiele gatunków ssaków, a pędami nadziemnymi żywią się ślimaki nagie, zwierzyna płowa i zajęczaki. Na liściach żerują larwy muchówek Amauromyza gyrans i Ophiomyia heringi oraz chrząszcza Miarus campanulae. Także na liściach stwierdzany jest grzyb niedoskonały Ramularia hyphomycetous.

## Systematyka i zmienność
Roman Schulz w 1904 wyróżnił 4 podgatunki z Europy Środkowej (ssp. jurassicum, occidentale, coeruleum i ochroleucum), jednak późniejsi autorzy przedstawiają inne podziały na taksony wewnątrzgatunkowe. Flora Europaea (1976) obok formy typowej opisuje tylko ssp. coeruleum z następującymi różnicami:
- ssp. typicum – kwiaty białe lub jasnożółte, znamiona żółte do żółtobrązowych; występuje w całym zasięgu gatunku,
- ssp. coeruleum R. Schulz – korona niebieska, znamiona żółtobrązowe do niebieskich; występuje w południowej części Europy Środkowej i północnej części Półwyspu Bałkańskiego[3]. W Polsce odmiana ta odkryta została na jedynym stanowisku koło Mrągowa, które jest zarazem najdalej wysuniętym na północ miejscem występowania tego taksonu[19]. Odmiana niebieskokwiatowa rozpowszechniana jest w uprawie i w niektórych obszarach (np. w Anglii) obserwowane w naturze rośliny o niebieskich kwiatach uważane są za zdziczałe z upraw[3]. Także obecność taksonu w Polsce może być wiązana z oddziaływaniem człowieka[19]. Niektórzy autorzy podejrzewają, że forma niebieskokwiatowa może być pochodzenia mieszańcowego. Zerwa kłosowa tworzy mieszańce z dwoma innymi gatunkami z rodzaju: P. spicatum × P. nigrum = P. × adulterinum Wallr. Erst. Beitr. Fl. Hercyn. 2: 188 1840[18][20][16] oraz P. spicatum i P. ovatum[3]. Formy mieszańcowe mają niezmniejszoną płodność w stosunku do taksonów rodzicielskich[3].

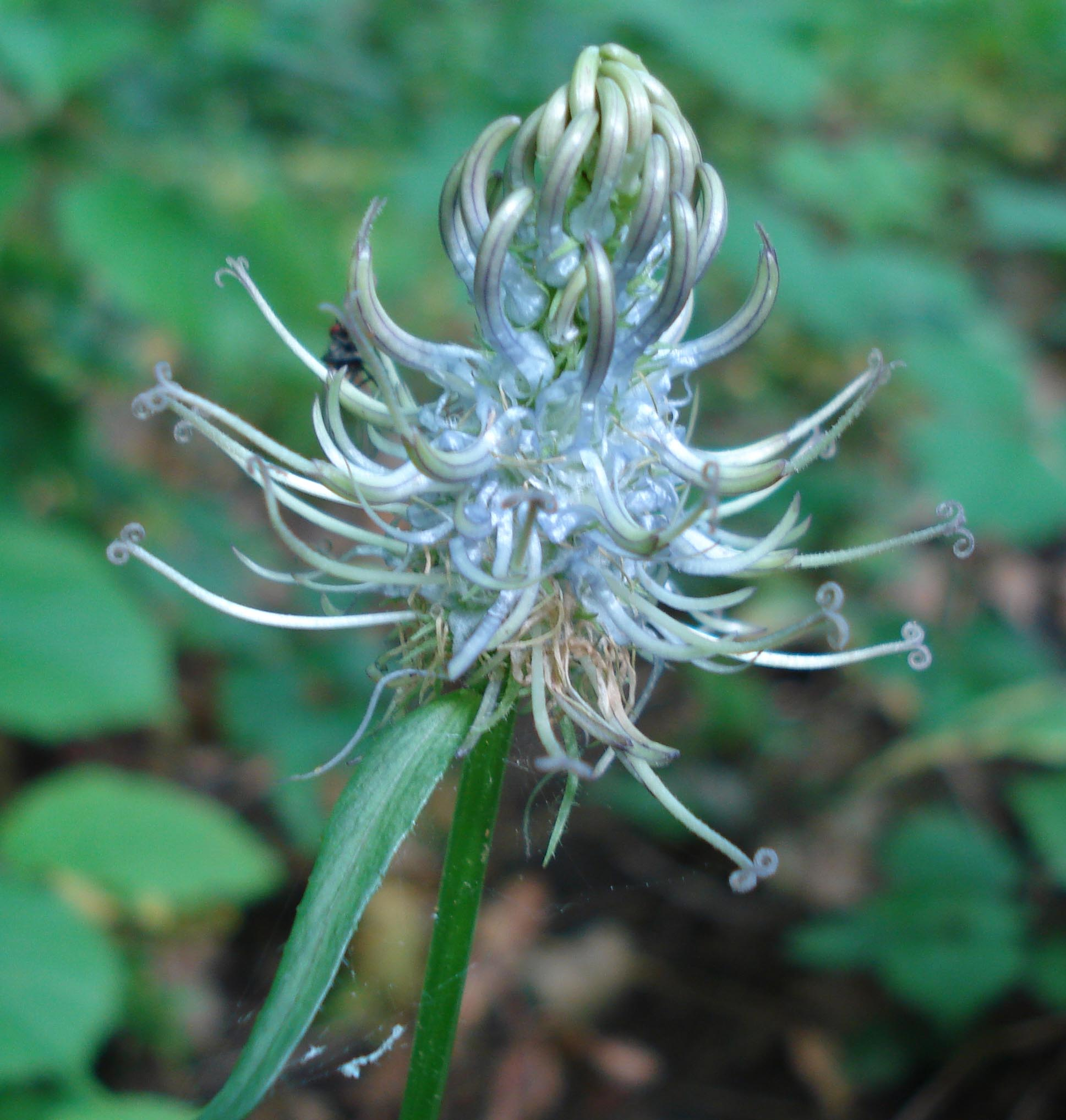
Jasnoniebieskie kwiaty mieszańca Phyteuma × adulterinum

Znaczna zmienność morfologiczna była powodem opisania wielu odmian i form różniących się m.in. ząbkowaniem liści, długością listków okrywy, budową kwiatostanu i ulistnieniem jednak współcześnie uważa się te diagnozy za posiadające niską wartość taksonomiczną, okazało się bowiem, że warunkowane są wpływem warunków siedliskowych. W obrębie podgatunku typowego występującego w Europie Środkowej Flora polska (1971) wymienia dwie odmiany:
- var. spicatum – klapy dolnych liści zbliżone lub nawet zachodzące na siebie,
- var. tracheliifolium Wallr. – klapy zawsze rozchylone.

Taksony opisywane w randze odmiany P. spicatum var. caerulescens Godr. lub podgatunku subsp. nigrum (F.W.Schmidt) Weeda traktowane są współcześnie jako odrębny gatunek – Phyteuma nigrum F.W.Schmidt.

## Nazewnictwo
Dawniej w języku polskim gatunek nazywany był rapunkułem dzikim kłosowym. Nazwa ta nawiązywała do stosowanych w naukowych opisach gatunku już od XVI wieku, kiedy to gatunek określany był jako Rapuntium maius, Rapunculum alopecuron, R. sylvestre Alopecuri comoso flore, Rapunculus sylvestris spicatus. W XIX wieku rozpowszechniła się w piśmiennictwie nazwa rodzajowa „zerwa” i stąd zerwa kłosowa (m.in. u Józefa Jundziłła i Jakuba Wagi). Nazwa naukowa rodzajowa Phyteuma ustalona przez Karola Linneusza w 1753 zaadaptowana została z dzieł Dioskurydesa i Pliniusza Starszego, u których oznaczała prawdopodobnie któryś z gatunków rezedy. Nazwa ta pochodzić może od greckiego słowa phyteuein znaczącego „płodzić, rodzić”. Nazwa gatunkowa spicatum oznacza „kłosowy, kłosokształtny” (łac. spica = „kłos”) i odnosi się do kształtu kwiatostanu.

## Zagrożenia i ochrona
W niektórych krajach, gdzie gatunek jest rzadki (Wielka Brytania, Holandia) udokumentowano ubytek ponad połowy jego stanowisk w ciągu XIX i XX wieku. W Holandii i Wielkiej Brytanii zerwa kłosowa wymieniana jest w efekcie w krajowych czerwonych listach gatunków zagrożonych. Opracowywane są programy ochrony gatunku. Zerwa kłosowa traci stanowiska w miejscach, gdzie siedlisko zostało przekształcone w wyniku zabiegów gospodarczych prowadzonych w lasach (cięcia w drzewostanie) oraz na użytkach zielonych i przydrożach (koszenie). Doświadczalnie potwierdzono także fatalny wpływ fragmentacji siedlisk (żyznych lasów) na trwałość izolowanych populacji (wraz z izolacją i zmniejszaniem się zasobów populacji spada skuteczność zapylania i żywotność młodych roślin).

## Zastosowanie

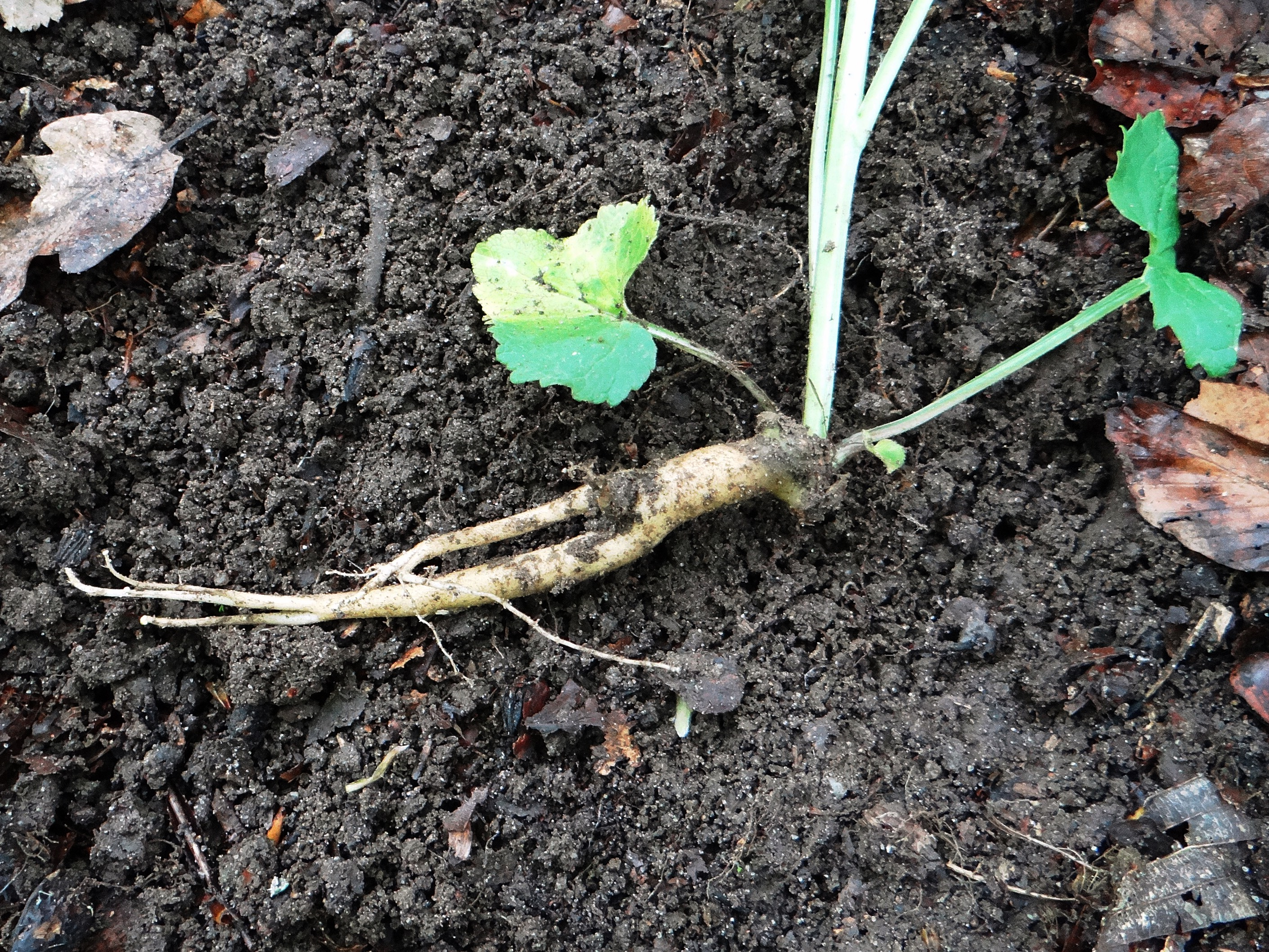
Jadalny korzeń zerwy kłosowej

Gatunek bywa uprawiany jako roślina ozdobna na rabatach.
Grube korzenie zerwy są jadalne i dawniej były w Europie spożywane po przegotowaniu lub na surowo. Zalecano ich wykopywanie przed rozwinięciem pędów kwiatostanowych.

## Uprawa
Gatunek może być uprawiany w strefach mrozoodporności od 6 do 10. Najlepiej rośnie w miejscach słonecznych lub półcienistych. Rozmnażany jest z nasion, ale możliwy jest też podział starszych roślin (wiosną lub jesienią). Nasiona wysiewać należy płytko, najlepiej bezpośrednio po zbiorze późnym latem w szklarni, ewentualnie wiosną kolejnego roku. Siewki po podrośnięciu zaleca się rozsadzać do indywidualnych pojemników i na miejsca docelowe sadzić na początku lata. Z powodu wolnego wzrostu uprawiane zerwy kłosowe muszą być chronione przed zdominowaniem przez silniej rosnące gatunki roślin.